# Orazio Mariani
Orazio Mariani (Milano, 15 gennaio 1915 – 16 ottobre 1981) è stato un velocista italiano, con sette titoli nazionali assoluti sui 100 metri piani, è l'atleta di sempre più vittorioso in questa specialità.

## Biografia
Velocista italiano, si aggiudicò insieme a Gianni Caldana, Elio Ragni e Tullio Gonnelli l'argento ai Giochi olimpici di Berlino 1936 nella staffetta 4×100 m e due anni più tardi lo stesso metallo nei 100 m agli Europei del 1938.

## Palmarès
| Anno | Manifestazione  | Sede    | Evento      | Risultato | Prestazione | Note |
| ---- | --------------- | ------- | ----------- | --------- | ----------- | ---- |
| 1936 | Giochi olimpici | Berlino | 4×100 metri | Argento   | 41"1        |      |
| 1938 | Europei         | Parigi  | 100 metri   | Argento   | 10"6        |      |
| 1938 | Europei         | Parigi  | 4×100 metri | 4º        | 41"3        |      |

## Campionati nazionali
- ai Campionati italiani assoluti di atletica leggera, 100 metri piani  (1933, 1936, 1937, 1938, 1939, 1942 e 1943)[1]
- ai Campionati italiani assoluti di atletica leggera, 200 metri piani  (1943)